# Robert W. Floyd
Robert W. Floyd (8 de junio de 1936 - 25 de septiembre de 2001) fue un prominente científico estadounidense en informática.
Nacido en Nueva York, Floyd culminó el bachillerato a los 14 años. Se graduó en la Universidad de Chicago en 1953 a los 17 años y como Físico en 1958. 
Operador de computadoras en los años 60, publicó sus primeros artículos los cuales fueron de gran influencia y fue nombrado profesor asociado en la Universidad de Carnegie Mellon. Seis años más tarde fue nombrado profesor en la Universidad de Stanford.
Entre sus contribuciones se encuentran el diseño y análisis de algoritmos eficientes para encontrar el camino más corto en un grafo y para el problema de reconocimiento de frases, pero probablemente su logro más importante fue el ser pionero, con su artículo de 1967 «Assigning Meanings to Programs», en el área de verificación de programas utilizando aserciones lógicas, donde aparece la importante noción de invariante, esencial para demostrar propiedades de programas iterativos. 
Floyd recibió el Premio Turing de la ACM en 1978 «por tener una clara influencia en las metodologías para la creación de software eficiente y confiable, y por haber contribuido a la fundación de las subáreas teoría del reconocimiento de frases, semántica de los lenguajes de programación, verificación automatizada de programas, síntesis automatizada de programas y análisis de algoritmos».

## Publicaciones
- Floyd, Robert W. (1967). «Assigning Meanings to Programs».  En Schwartz, J. T., ed. Proceedings of Symposium on Applied Mathematical Aspects of Computer Science, American Mathematical Society: 19-32. Consultado el 14 de julio de 2024.